# Retford
Retford è una cittadina di 21 314 abitanti della contea del Nottinghamshire, in Inghilterra.